# Leurs enfants après eux
Leurs enfants après eux è un film del 2024 diretto da Ludovic e Zoran Boukherma, tratto dal romanzo del 2018 E i figli dopo di loro di Nicolas Mathieu.

## Trama
Nel corso di tre estati, dal 1992 al 1998, prende forma un'acerrima rivalità tra Anthony e Hacine, due adolescenti della classe operaia di una città post-industriale dell'est della Francia provenienti da famiglie culturalmente molto diverse tra loro, a causa del furto una sera di una moto con cui far colpo su Steph, una ragazza del ceto medio.

## Produzione
Le riprese del film sono cominciate il 25 luglio 2023 e si sono tenute nella regione del Grand Est, tra cui nella valle della Fensch (Mosella) e nel dipartimento dei Vosgi. Sono durate 55 giorni prima di concludersi il 10 ottobre 2023, presso il lago di Pierre-Percée (Meurthe e Mosella).
Ha avuto un budget di 12 milioni di euro.

## Colonna sonora
La colonna sonora è composta da brani degli Aerosmith, Red Hot Chili Peppers e Bruce Springsteen: i registi non hanno potuto inserire anche Smells Like Teen Spirit dei Nirvana, che dà il titolo a uno dei capitoli del romanzo, data l'esclusività dei diritti musicali del gruppo.

## Distribuzione
Il film è stato presentato in anteprima alla 81ª Mostra internazionale d'arte cinematografica di Venezia il 31 agosto 2024. La data di uscita nelle sale cinematografiche francesi era originariamente prevista per il 18 settembre 2024, per poi essere posticipata al 4 dicembre.

## Accoglienza

### Critica
Nella sua recensione al film da Venezia per Sentieri Selvaggi, Federico Rizzo scrive che Leurs enfants après eux è «Un coming of age ambizioso, nella Francia rurale degli anni Novanta, carico di dramma e riferimenti musicali. Racconta con sensibilità la rabbia e la tenerezza dell’adolescenza».

## Riconoscimenti
- 2024 - Mostra internazionale d'arte cinematografica[8]
  - Premio Marcello Mastroianni a Paul Kircher
  - In concorso per il Leone d'oro
- 2025 – Premio Lumière[13]
  - Candidatura per il miglior attore a Paul Kircher
  - Candidatura per la migliore promessa maschile a Sayyid El Alami
  - Candidatura per la migliore musica a Amaury Chabauty